# Aldao (San Lorenzo)

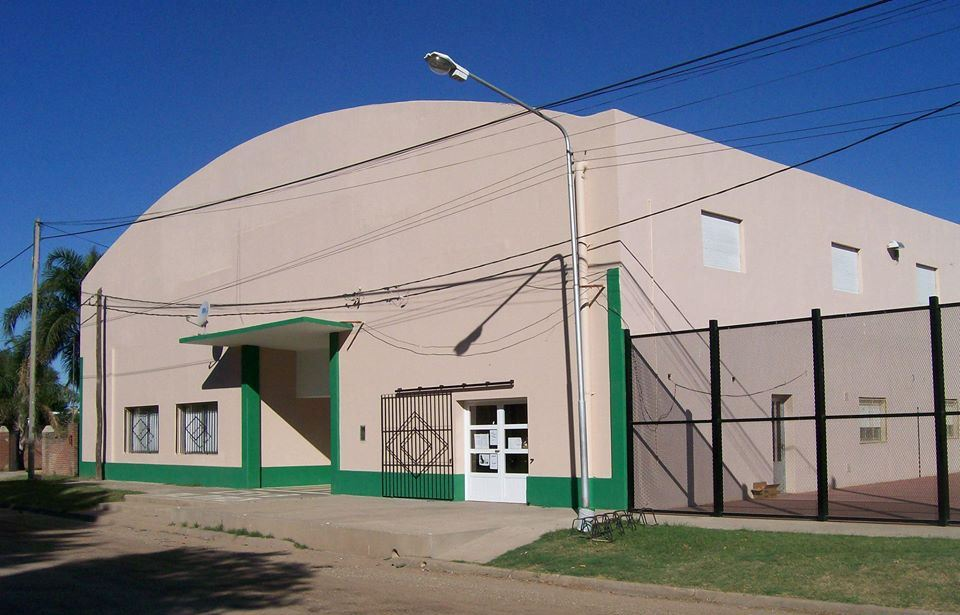
Club Social, Deportivo y Biblioteca Aldao

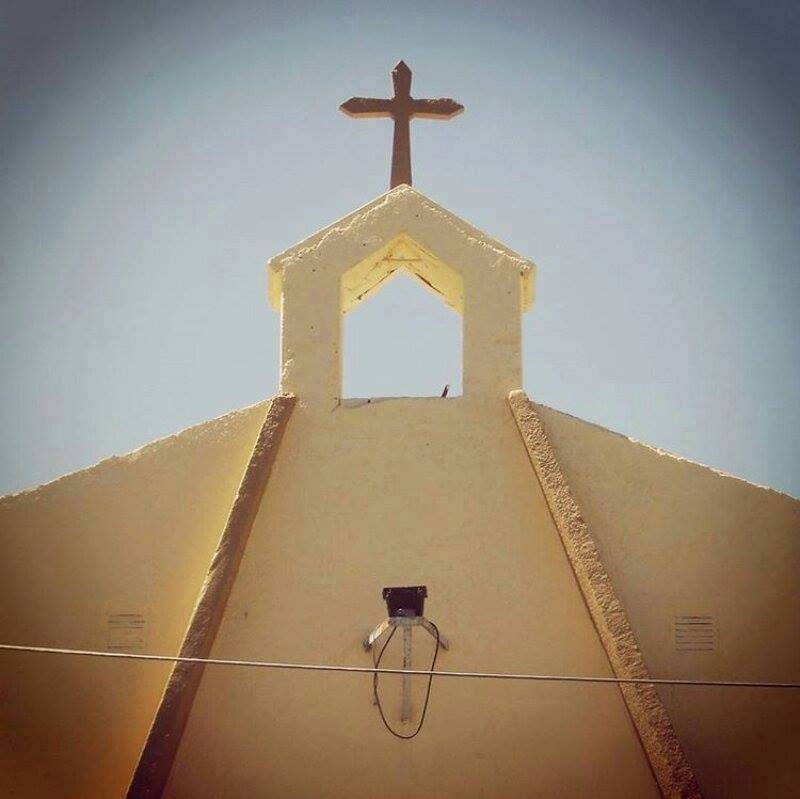
Iglesia San Jerónimo

Aldao es una localidad del departamento San Lorenzo, en la provincia de Santa Fe, República Argentina, situada a 343 km al noroeste de Buenos Aires, a 139 km de la ciudad de Santa Fe, a 16 km al noroeste de la cabecera departamental San Lorenzo, y a 39 km de Rosario por ruta pavimentada y por autopista.

## Historia
Los primeros habitantes del actual territorio de Aldao fueron los Chaná-Timbúes, posteriormente estuvo dentro de los límites del denominado «Pago de los Arroyos». En 1720 la Compañía de Jesús fundó una estancia, denominada de San Miguel del Carcarañal, cuyo casco se levantaba a la margen derecha del río Carcarañá en jurisdicción de la actual localidad de Aldao y enfrente a Andino. Era un establecimiento ganadero dependiente del colegio La Inmaculada de Santa Fe, destinado a producir bienes para el sostenimiento del mismo.
Uno de los puestos de la estancia se denominaba de San Lorenzo y estaba emplazado en las cercanías de la desembocadura del arroyo San Lorenzo. Unos pocos ranchos constituían la población integrada por la familia del puestero y la de otros peones y reseros.
El 30 de octubre de 1768 es expulsada de España y de sus colonias de América la orden jesuítica en cumplimiento de la real orden de Extrañamiento dictada por el rey Carlos III. Debido a la expulsión de los jesuitas se interrumpe la tarea evangelizadora.
La Estancia San Miguel pasa a jurisdicción de la Junta de temporalidades de Santa Fe, y en 1774 las tierras son subastadas públicamente. El regidor de Santa Fe, don Francisco de Aldao, fue uno de los adquirentes, repartiendo las tierras entre sus hijos. Félix Aldao, hijo del regidor, recibe una legua cuadrada, donde se levanta la ciudad de San Lorenzo.
El 1 de enero de 1780 la capilla San Miguel pasó a manos de los franciscanos. Traían el propósito de convertir el lugar en centro de operaciones para su apostolado entre fieles e infieles, comienza a llamarse el lugar colegio San Carlos. En 1790 buscan un lugar más apto para vivir y mejor comunicado. Don Félix Aldao dona una extensión de terreno a los franciscanos. A partir de ese momento comienza la construcción. El 6 de mayo de 1796 es trasladada la comunidad franciscana al nuevo edificio en su actual sitio en San Lorenzo.

## Orígenes de la localidad
Los primeros propietarios de tierras de la actual localidad de Aldao a fines del siglo XIX fueron Don Camilo Aldao y Don José María Cullen, quienes fomentaron la llegada de los primeros colonos. El primero construye la primera casa en 1886, la que por ventas sucesivas pasa a Don Gerónimo Lagomarsino y finalmente a Don Julio Abse, en este lugar posteriormente comienza a funcionar la Escuela Nacional N.º 19. Además ese mismo año se edifica la segunda casa de Don Chiafredo Reinaud, primer comerciante que se instala con negocio de ramos generales.
En 1896 en terrenos del ferrocarril edifica la tercera casa Don José Villafañe (padre). Don Pedro Aruza instala el primer despacho de bebidas y el primer comisario de policía Don Jacinto Roque Ponce, pared por medio, abre las puertas de su flamante despacho; también en esta época, inaugura la primera carnicería, Don Mariano Andreoli.
A comienzos de 1905 el inmigrante italiano, oriundo de la localidad ligure de Chiavari, Don Gerónimo Lagomarsino, compra todas las tierras que aún le quedaban a Don Camilo Aldao y resuelve hacer un pueblo. Traza las calles que rodean 30 manzanas, 18 de las cuales están para el lado noreste del ferrocarril y 12 para el lado sudoeste del mismo. Reservando una manzana para la escuela y otra para plaza pública. Comienza la venta de lotes, los que edifican inmediatamente son Don Juan Sefusatti y Don Carlos Cattáneo. El primero instala una fonda con despacho de bebidas y el segundo alquila a don Ángel Brussa que se establece con un negocio de ramos generales. En esta época aparece también la primera panadería de Bartolo Vicente. De este modo ya en 1906, el poblado de Aldao surgido sin acta de fundación ni de bautismo, y aún carente todavía de instituciones, ya contaba con panadería, carnicería, fonda, dos despachos de bebidas, dos negocios de ramos generales y comisaría

## Creación de la Comuna
El día 26 de enero de 1926 tras gestiones de vecinos ante el gobierno provincial, se dicta el Decreto de creación de la primera Comisión de Fomento. Desde ese momento Estación Aldao pasa a denominarse Pueblo Aldao.

## Instituciones
La localidad posee diversas instituciones como el Club Social, Deportivo y Biblioteca Aldao, fundado el 24 de febrero de 1924, reconocido en la región por sus cenas de asado con cuero, el centro de jubilados Amistad y la biblioteca pública, comunal y popular Bartolomé Mitre.

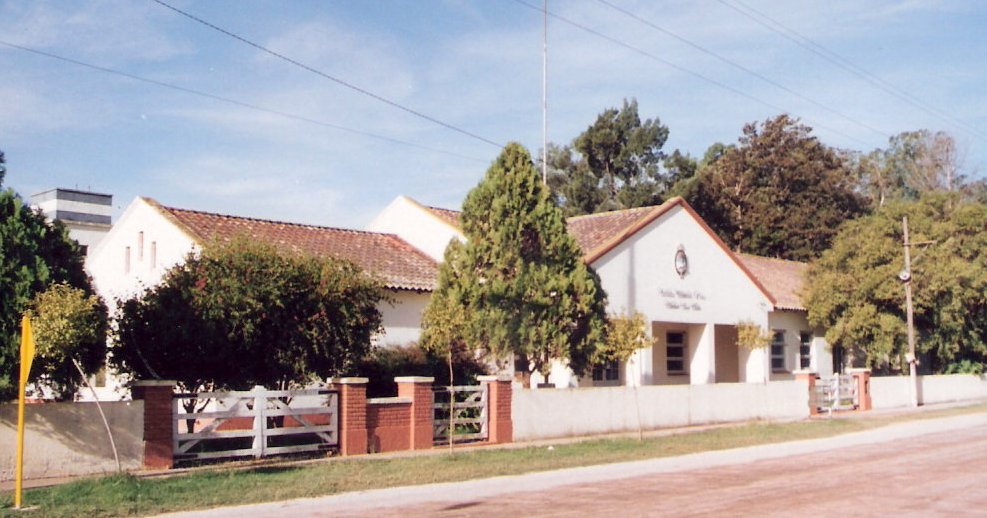
Escuela provincial N.º 6019 "Convento San Carlos"

## Educación
Aldao cuenta con una escuela primaria llamada escuela provincial N.º 6019 Convento San Carlos, la cual fue fundada el 3 de mayo de 1907 por iniciativa de Gerónimo Lagomarsino bajo el nombre de Nacional nro 19. Su actual edificio fue inaugurado en 1951.

## Parroquia de la Iglesia católica en Aldao

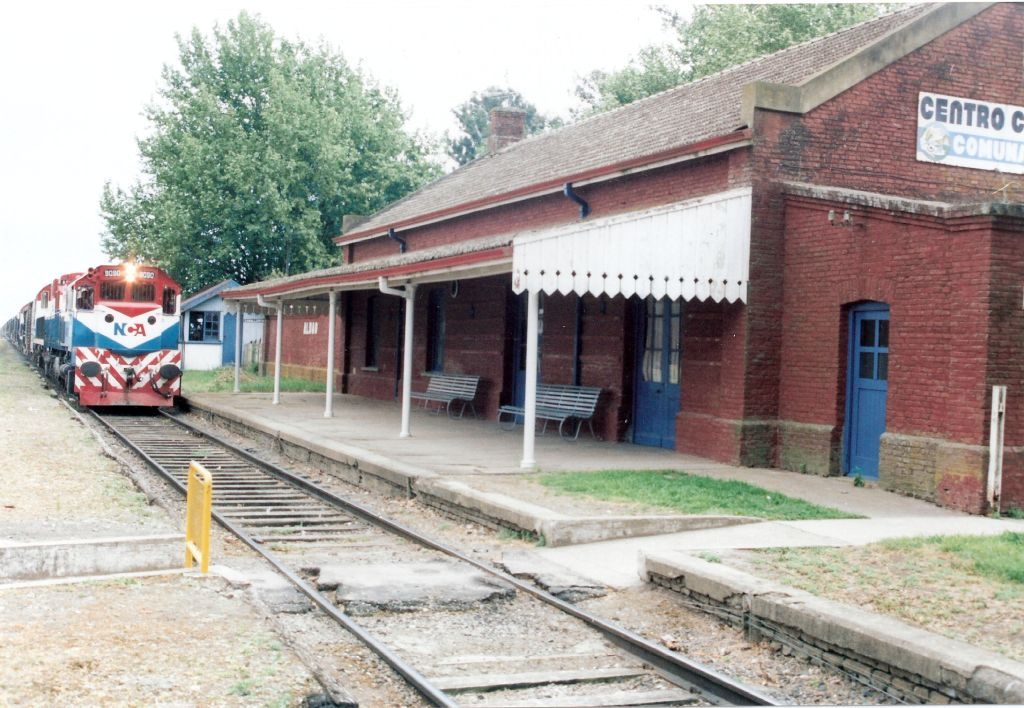
Estación de trenes Aldao

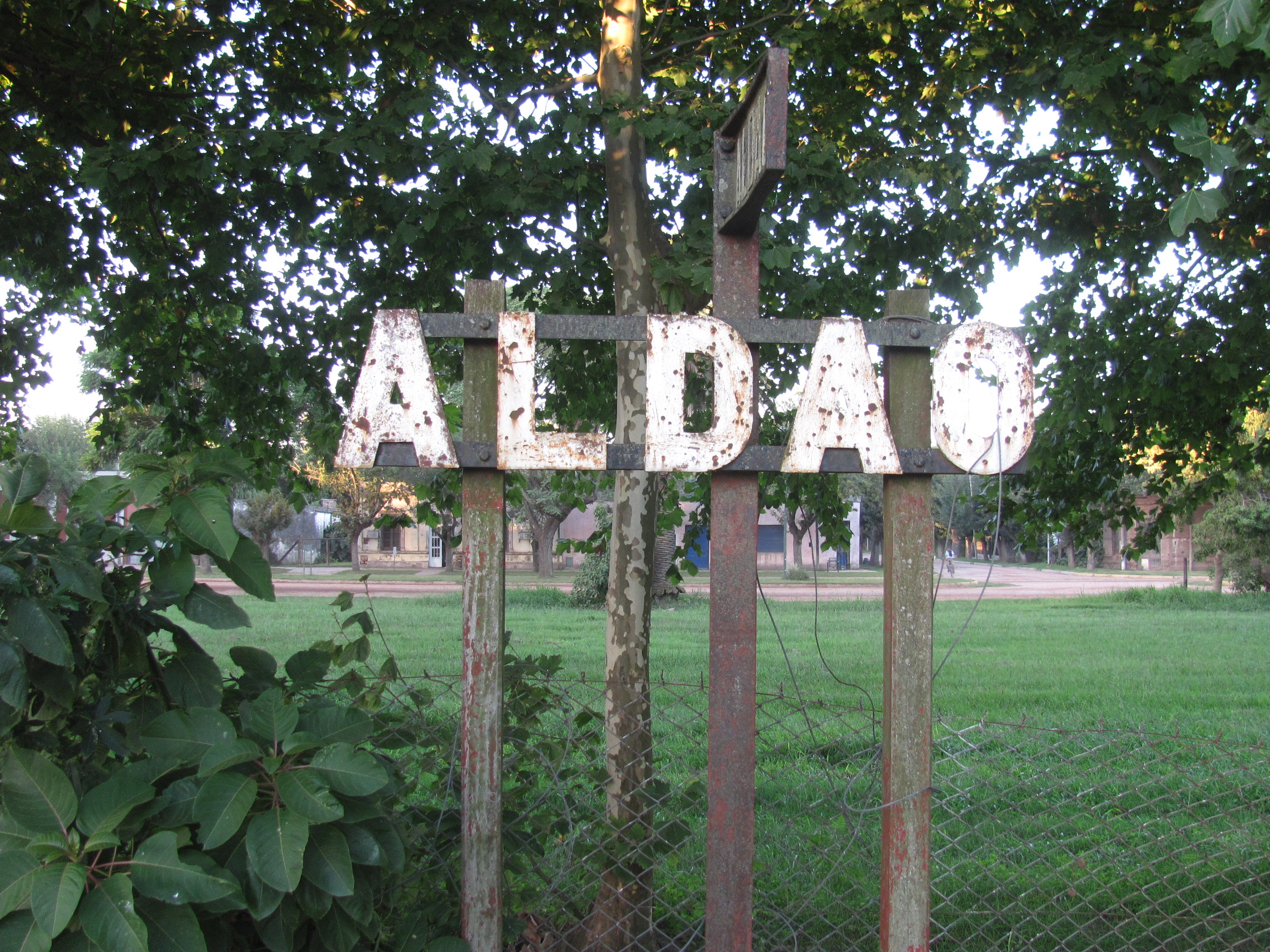
Nomenclador_Aldao

| Arquidiócesis | Arquidiócesis de Rosario |
| ------------- | ------------------------ |
| Iglesia       | San Jerónimo             |

## Santo Patrono
- San Jerónimo – festividad: 30 de septiembre[11]

## Población
Cuenta con 727 habitantes (Indec, 2010), lo que representa un incremento del 21% frente a los 601 habitantes (Indec, 2001) del censo anterior.
| Gráfica de evolución demográfica de Aldao entre 1991 y 2010 |
|                                                             |
| Fuente: censos nacionales del INDEC                         |

## Personalidades
Julián Di Cosmo, futbolista
Mariano Morini, Piloto automovilismo Turismo Nacional

## Sitio histórico
- Estancia Jesuítica de San Miguel del Carcarañal